# تشارلز إي. سنو
تشارلز إي. سنو (بالإنجليزية: Charles E. Snow)‏ هو عالم إنسان أمريكي، ولد في 11 أبريل 1910 في بولدر في الولايات المتحدة، وتوفي في 5 أكتوبر 1967.